# Juan Pablo Fernández
Juan Pablo Fernández (* 30. September 1988 in Tigre) ist ein argentinischer Handballspieler.

## Karriere

### Verein
Der 1,92 m große mittlere Rückraumspieler spielte in seiner Heimat für Universidad Nacional de Luján Handball (UNLu). Im Sommer 2009 wechselte er nach Spanien zum Zweitligisten Helvetia Anaitasuna. Bereits im Februar 2010 zog er weiter nach Deutschland zu SC DHfK Leipzig. Mit Leipzig stieg er aus der Oberliga Sachsen in die 3. Liga auf. Anschließend lief er wieder für Anaitasuna auf. Aufgrund von Rückenproblemen löste er den Vertrag auf und kehrte zunächst nach Argentinien zurück. Im Dezember 2011 verpflichtete ihn der spanische Erstligist BM Ciudad Encantada. Nachdem der Verein 2012 in finanzielle Schwierigkeiten geraten war, kehrte er 2013 erneut zu seinem Stammverein zurück. Mit UNLu gewann er im Torneo Metropolitano die Apertura 2015, die Clausura 2016, die Apertura 2017 und die Clausura 2017, im Torneo Nacional 2016, 2019, 2021 und 2022 sowie das Súper 4 2016 und 2018. Seit 2020 trägt der Verein den Namen San Fernando Handball. 2023 gewann man die Austragung der Süd- und zentralamerikanischen Vereinsmeisterschaft und qualifizierte sich für den IHF Super Globe 2023.

### Nationalmannschaft
Mit der argentinischen Nationalmannschaft gewann Fernández 2010, 2014 und 2018 die Goldmedaille bei der Panamerikameisterschaft, 2011 die Gold- und 2015 die Silbermedaille bei den Panamerikanischen Spielen sowie 2014 die Silbermedaille bei den Südamerikaspielen.
Außerdem nahm er an den  Olympischen Spielen 2016 sowie den Weltmeisterschaften 2009, 2011, 2013, 2015, 2017 und 2019 teil.

## Privates
Sein Bruder Federico ist ebenfalls Handballnationalspieler.